# Jean-Louis Bertuccelli
Jean-Louis Bertuccelli (París, 3 de juny de 1942 − París, 6 de març de 2014) va ser un director de cinema i guionista francès. És el pare de la directora Julie Bertuccelli

## Filmografia

### Director

#### Cinema
- 1965: lls sont nus de Claude Pierson - enginyer de so
- 1968: Janine ou l'amour (curt)
- 1968: Remparts d'argile - també guionista & adaptació
- 1968: La mélodie du malheur (curt)
- 1968: Oaxaca (curt)
- 1969: Tricot (curt) - també guionista & dialoguista
- 1972: Paulina 1880, a partir de la novel·la de Pierre Jean Jouve (1925) - també guionista
- 1974: On s'est trompé d'histoire d'amour - també guionista
- 1975: Doctora Françoise Gailland - també guionista
- 1977: L'Imprécateur - també guionista
- 1982: Interdit aux moins de 13 ans - també guionista & productor
- 1984: Stress - també guionista
- 1991: Aujourd'hui peut-être... - també guionista

#### Televisió
- 1987: La Lettre perdue - també guionista
- 1987: Souris negra, episodis La pêche aux caramels i Le Crims de Cornin Bouchon
- 1988: Souris noir, episodis L'Affaire du collier i Panique au zoo
- 1988: Méliès 88: le Rêve du radja
- 1989: Les Aventures de Franck et Foo-Yang
- 1991: Pognon a rue - també guionista
- 1992: Dis maman, tu m'aimes?
- 1992: Momo
- 1994: Le Clandestin - també guionista
- 1995: Le Serment d'Hippocrate
- 1996: Sur un air de mambo - també guionista
- 1997: Mauvaises Affaires
- 2002: Marie Marmaille
- 2003: Papa, maman s'ront jamais grands
- 2006: Une juge sous influence

### Guionista
- 1976: Il Deserto dei Tartari

## Premis
- 1971: Premi Jean-Vigo per Remparts d'argile